# Геноцид езидов
Преследование езидов (курд. Zulma Êzdiyan) — геноцид, осуществлявшийся группировкой «Исламское государство» после захвата ею северного Ирака. Проявлялся в изгнании езидов, их массовых убийствах, похищении езидских женщин. Действия ИГ, направленные против езидов, получили известность как «кампания принудительного обращения».
Около 50 тысяч езидов стали беженцами, ещё несколько тысяч погибли.

## Бои за Синджар
В ходе наступления в северном Ираке боевикам ИГ удалось захватить город Синджар, после чего они стали осуществлять массовые казни живущих там езидов, вследствие этого, по разным данным от 50 до 60 тысяч езидов были вынуждены бежать в горы Шенгал. Боевики ИГ осадили их убежища в горах. Осаждённые испытывали недостаток пищи и воды. На следующий день после захвата Синджара, 4 августа 2014 года, духовный лидер езидов принц Тахсин Саид призвал мировое сообщество помочь езидам.

## Международное признание
17 марта 2016 года госсекретарь США Джон Керри назвал действия ИГ геноцидом против христиан и езидов. 17 июня 2016 года геноцид езидов признала Организация Объединённых Наций.
В 2018 году Армения признала геноцид езидов. 8 июля 2022 года парламент Германии принял резолюцию о признании геноцида езидов.
Геноцид езидов признали Ирак, следственная группа ЮНИТАД, Шотландия, Нидерланды, Великобритания, Бельгия, Португалия, Австралия, Армения, Италия, Франция, Иракский Курдистан, Ирландия, Канада и Европейский Союз.